# Triathlon na Igrzyskach Panamerykańskich 2019
Triathlon na Igrzyskach Panamerykańskich 2019 odbywał się w dniach 27–29 lipca 2019 roku na Playa Agua Dulce w Limie Siedemdziesięciu zawodników obojga płci rywalizowało w trzech konkurencjach. Zawody składały się z przepłynięcia 1500 metrów, przejechania rowerem 40 kilometrów i przebiegnięcia 10 kilometrów.

## Podsumowanie

### Klasyfikacja medalowa
| Klasyfikacja medalowa | Klasyfikacja medalowa | Klasyfikacja medalowa | Klasyfikacja medalowa | Klasyfikacja medalowa | Klasyfikacja medalowa |
| Miejsce               | Państwo               | Złoto                 | Srebro                | Brąz                  | Razem                 |
| --------------------- | --------------------- | --------------------- | --------------------- | --------------------- | --------------------- |
| 1                     | Brazylia              | 2                     | 2                     | 0                     | 4                     |
| 2                     | Meksyk                | 1                     | 0                     | 2                     | 3                     |
| 3                     | Kanada                | 0                     | 1                     | 0                     | 1                     |
| 4                     | Argentyna             | 0                     | 0                     | 1                     | 1                     |
| Razem                 | Razem                 | 3                     | 3                     | 3                     | 9                     |

### Medaliści
| Konkurencja       | 1. miejsce                                                               | 2. miejsce                                                                     | 3. miejsce                                                                |
| ----------------- | ------------------------------------------------------------------------ | ------------------------------------------------------------------------------ | ------------------------------------------------------------------------- |
| Mężczyźni         | Crisanto Grajales                                                        | Manoel Messias                                                                 | Luciano Taccone                                                           |
| Kobiety           | Luisa Baptista                                                           | Vittoria Lopes                                                                 | Cecilia Pérez                                                             |
| Sztafeta mieszana | Brazylia · Luisa Baptista · Kaue Willy · Vittoria Lopes · Manoel Messias | Kanada · Desirae Ridenour · Charles Paquet · Hannah Rose Henry · Alexis Lepage | Meksyk · Cecilia Pérez · Irving Pérez · Claudia Rivas · Crisanto Grajales |